# Enna I mac Rocha
Enna I mac Rocha – legendarny król Ulaidu z dynastii Milezjan (linia Ira, syna Mileda) w latach 199-194 p.n.e. Syn Rochy mac Fedlimid, wnuka Uamanchana, króla Ulaidu.
Objął tron Ulaidu po swym bracie stryjecznym, Daire mac Forgo. Informacje o nim czerpiemy ze źródeł średniowiecznych, np. „Laud Misc. 610” z XV w., gdzie zanotowano na jego temat: Énna m[a]c Rochai m[ei]c Fedlimt[h]e .u. blī[adna] (fol. 107 a 25). Dowiadujemy się z tego źródła, że panował pięć lat (małe „u” to rzymska cyfra V) nad Ulaidem z Emain Macha. Jego następcą został Finnchad mac Baccedo, wnuk Daire’a mac Forgo.